# Меньюань-Хуейський автономний повіт
37°22′33″ пн. ш. 101°37′19″ сх. д. / 37.37596° пн. ш. 101.62187° сх. д.
Меньюань-Хуейський автономний повіт (кит. 门源回族自治县, пін. Ményuán Huízú Zìzhìxiàn) — один із повітів КНР у складі Хайбей-Тибетської автономної префектури, провінція Цинхай. Адміністративний центр — містечко Хаомень.

## Географія
Меньюань-Хуейський автономний повіт у середньому лежить на висоті близько 2870 метрів над рівнем моря на північному сході Тибетського плато у середній течії річки Датун (між горами Ціляньшань) і Дабан).

### Клімат
Повіт знаходиться у зоні так званої «гірської тундри», котра характеризується кліматом арктичних пустель. Найтепліший місяць — липень із середньою температурою 13,2 °C. Найхолодніший місяць — січень, із середньою температурою -12 °С.
| Клімат повіту Меньюань-Хуей                        | Клімат повіту Меньюань-Хуей | Клімат повіту Меньюань-Хуей | Клімат повіту Меньюань-Хуей | Клімат повіту Меньюань-Хуей | Клімат повіту Меньюань-Хуей | Клімат повіту Меньюань-Хуей | Клімат повіту Меньюань-Хуей | Клімат повіту Меньюань-Хуей | Клімат повіту Меньюань-Хуей | Клімат повіту Меньюань-Хуей | Клімат повіту Меньюань-Хуей | Клімат повіту Меньюань-Хуей | Клімат повіту Меньюань-Хуей |
| Показник                                           | Січ.                        | Лют.                        | Бер.                        | Квіт.                       | Трав.                       | Черв.                       | Лип.                        | Серп.                       | Вер.                        | Жовт.                       | Лист.                       | Груд.                       | Рік                         |
| Середній максимум, °C                              | −1,8                        | 2,2                         | 6,6                         | 11,9                        | 15,4                        | 18,5                        | 20,7                        | 20,1                        | 16,1                        | 10,5                        | 4,3                         | −1,1                        | 10,3                        |
| Середня температура, °C                            | −12                         | −7,6                        | −2                          | 3,6                         | 7,7                         | 11,2                        | 13,2                        | 12,3                        | 8,4                         | 2,5                         | −5                          | −11,1                       | 1,8                         |
| Середній мінімум, °C                               | −19,5                       | −15,3                       | −8,7                        | −3                          | 1,2                         | 4,8                         | 6,8                         | 6,3                         | 3,1                         | −3                          | −11,3                       | −18,1                       | −4,7                        |
| Норма опадів, мм                                   | 2                           | 4.5                         | 16.4                        | 34.1                        | 67.5                        | 82.6                        | 89.2                        | 115.4                       | 83.9                        | 26.6                        | 5.7                         | 2                           | 529.9                       |
| Вологість повітря, %                               | 50                          | 48                          | 51                          | 55                          | 60                          | 66                          | 72                          | 74                          | 74                          | 68                          | 60                          | 54                          | 61                          |
| -------------------------------------------------- | --------------------------- | --------------------------- | --------------------------- | --------------------------- | --------------------------- | --------------------------- | --------------------------- | --------------------------- | --------------------------- | --------------------------- | --------------------------- | --------------------------- | --------------------------- |
| Джерело: Дані метеостанції №52765 (КНР, 1991-2020) |                             |                             |                             |                             |                             |                             |                             |                             |                             |                             |                             |                             |                             |